# Béznar
Béznar es una localidad española perteneciente al municipio de Lecrín, en la provincia de Granada (comunidad autónoma de Andalucía). Está situada en la parte suroriental del Valle de Lecrín. Cerca de esta localidad se encuentran los núcleos de Peloteos, Chite, Talará, Mondújar, Pinos del Valle, Murchas y Melegís, entre otros.

## Historia
Béznar fue un municipio independiente hasta 1973. En 1967 se fusionaron los municipios de Acequias, Chite, Mondújar, Murchas y Talará en uno solo que denominaron Lecrín, recayendo la capitalidad municipal en el núcleo talareño. Seis años más tarde se incorporó Béznar, junto con su por entonces pedanía de Peloteos.

## Demografía
| Gráfica de evolución demográfica de Béznar entre 1842 y 1970 |
| |
| Población de derecho según los censos de población del INE Población de hecho según los censos de población del INEEntre el censo de 1981 y el anterior, este municipio desaparece porque se integra en el municipio Lecrín |

## Cultura

### Fiestas
Béznar celebra sus fiestas patronales en honor a San Antón alrededor de la primera semana de septiembre, donde tiene lugar el tradicional desfile de los Mosqueteros del Santísimo, escoltando al Santísimo Sacramento, ataviados de manera singular. Data de 1566 a raíz de unos hechos de armas durante la sublevación de los moriscos, al lograr rescatar el Santísimo Sacramento que había sido robado. Durante estas fiestas se celebran procesiones, verbenas y fuegos artificiales.